# Rondellplatz (Karlsruhe)
Der Rondellplatz ist ein Platz in der Karlsruher Innenstadt. Er befindet sich an der Kreuzung der Karl-Friedrich-Straße mit der Erbprinzenstraße und der Markgrafenstraße. Er ist Teil der Via Triumphalis, die von Süden über den Ettlinger-Tor-Platz, den Rondellplatz, den Marktplatz und den Schlossplatz auf die Hauptachse des Karlsruher Schlosses zuführt. In der Mitte des Platzes befindet sich das Großherzog-Karl-Denkmal, oft auch Verfassungssäule genannt. Es besteht aus einem mit einem Brunnen verbundenen Obelisken. Daneben befinden sich am Platz unter anderem das Markgräfliche Palais, ein Eingang des Einkaufszentrums Ettlinger Tor sowie das Landesgewerbeamt.
Der Rondellplatz tauchte 1768 das erste Mal in einem Stadtplan auf. Von 1800 bis 1809 wurden am Platz Wohnhäuser gebaut, 1803 das Markgräfliche Palais, das im Auftrag des Großherzoges für Verwandte errichtet wurde. Im Zweiten Weltkrieg wurde das Gebäude stark beschädigt, heute ist in seiner ursprünglichen Form nur noch die Mitte der Fassade erhalten.

## Verfassungssäule
Die Verfassungssäule wurde von 1822 bis 1827 nach den Entwürfen Friedrich Weinbrenners gebaut. Sie ist 7,80 Meter hoch, besteht aus rotem Sandstein und ist von zwei nach Norden (Richtung Schloss) blickenden Greifen umgeben, die von Aloys Raufer hergestellt wurden. Daneben befinden sich zwei Löwen als Wasserspeier im Süden und Norden. Ursprünglich sollte das Denkmal nicht Großherzog Karl gewidmet werden, sondern als Machtsymbol Badens dienen. Dazu wollte man ursprünglich die Entfernung verschiedener badischer Städte von Karlsruhe in die Säule eingravieren.
Da der Nachfolger Karls Ludwig von Baden ein Gegner der Verfassung war, wurde erst 1832 nach seinem Tod auf der Vorderseite eine Abbildung des Großherzogs und der Text „CARL / GROSHERZOG VON BADEN“ sowie auf der Rückseite „DEM GRUENDER DER / VERFASSUNG / DIE DANKBARE STADT / CARLSRUHE“ angebracht. Das Denkmal ist seitdem dem Großherzog Karl gewidmet, der einst die Badische Verfassung unterzeichnete, eine der liberalsten ihrer Zeit.
Am 9. Dezember 2012 wurde der westliche Greif durch nächtlichen Vandalismus zerstört und musste ersetzt werden.